# قصور (استان برج بوعریریج)
قصور (به عربی: القصور) یک شهرداری در الجزایر است که در استان برج بوعریریج واقع شده‌است.
 قصور  ۱۲٬۵۴۰ نفر جمعیت دارد.